# The Phantom Flyer
The Phatom Flyer est un film américain réalisé par Bruce M. Mitchell et sorti en 1928.

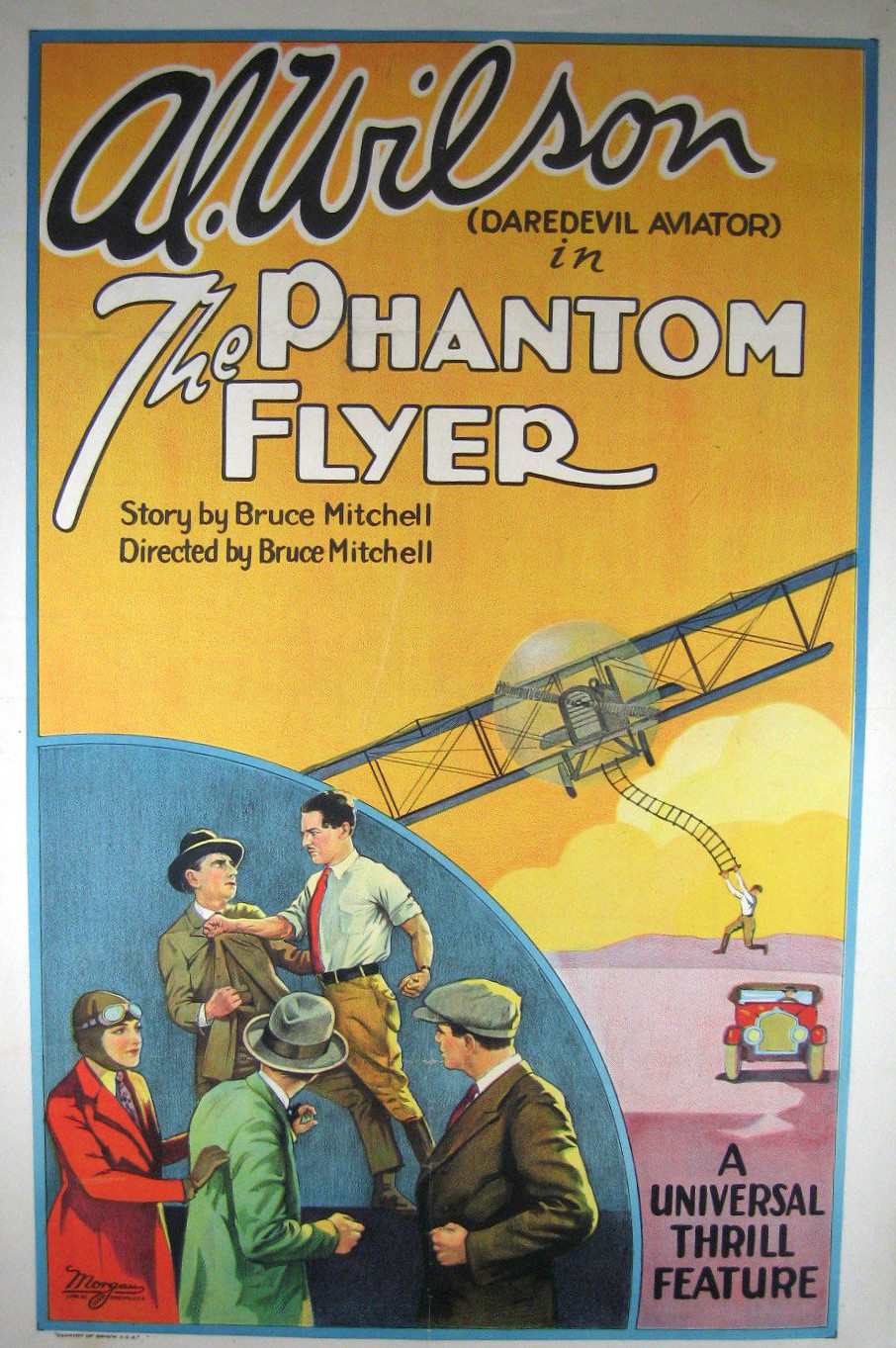
Affiche du film

Le film a été produit par Universal Pictures, avec le pilote cascadeur Al Wilson dans le rôle principal.

## Synopsis
Un fermier et sa famille se retrouvent en conflit avec une éleveuse de bétail, à propos de leurs droits sur l'eau.

## Fiche technique
- Réalisation : Bruce M. Mitchell
- Scénario :  Bruce Mitchel
- Photographie : William Adams
- Production : Universal Pictures
- Durée : 5 bobines - 45 minutes
- Genre : Western[2]
- Date de sortie : 28 février 1928 (USA)

## Distribution
- Al Wilson : Dick Stanton
- Lillian Gilmore : Mary Crandall
- Buck Connors : James Crandall
- Billy « Red » Jones : Nick Crandall
- Don Fuller : « Slim » Decker
- Myrtis Crinley : Isabella Pipp, The Cook
- Mary Cornwallis : Julia Hart
- Larry Steers : Joe Calvert